# Feteira (Horta)
Feteira é uma freguesia portuguesa do município da Horta, na Ilha do Faial, na Região Autónoma dos Açores, com 14,62 km² de área e 1776 habitantes (censo de 2021). A sua densidade populacional é 121,5 hab./km².
A sede de freguesia situa-se na costa sul da ilha, a cerca de 5 km a oeste da cidade da Horta. Atravessam a freguesia diversas ribeiras, nomeadamente a Ribeira da Granja e a Ribeira da Feteira, fundamentais ao longo dos séculos para a sobrevivência das populações locais e em especial para a prática da agricultura. Ligam as suas margens 5 pontes: de São Pedro, de Poceirão, da Igreja, de São Pedro (na zona baixa da freguesia) e Ponte Nova. Lajinha e Ponta Furada.

## Demografia
A população registada nos censos foi:
| Distribuição da População por Grupos Etários | Distribuição da População por Grupos Etários | Distribuição da População por Grupos Etários | Distribuição da População por Grupos Etários | Distribuição da População por Grupos Etários |
| -------------------------------------------- | -------------------------------------------- | -------------------------------------------- | -------------------------------------------- | -------------------------------------------- |
| Ano                                          | 0-14 Anos                                    | 15-24 Anos                                   | 25-64 Anos                                   | > 65 Anos                                    |
| 2001                                         | 293                                          | 261                                          | 848                                          | 210                                          |
| 2011                                         | 349                                          | 219                                          | 1121                                         | 210                                          |
| 2021                                         | 287                                          | 169                                          | 1049                                         | 271                                          |

## História, Monumentos e Museus
O seu topónimo terá origem no facto de nos seus terrenos se encontrarem repletos de fetos à época do povoamento. Ribeira da Granja orla costeira (Lajinha e Ponta Furada). Sede de freguesia fundada junto ao mar. parte alta.
A Igreja ao Divino Espírito Santo, com o orago ao Divino Espírito Santo, é uma das mais antigas da ilha. Desconhece o ano de sua construção, mas a sua existência é referida pela primeira vez em 30 de Junho de 1568. Gaspar Frutuoso, diz-nos que tinha "3 naves, com 5 colunas, sobre as quais está a armação de madeira e tecto de 2 capelas aos lados direito e esquerdo.
É um templo de boas proporções, tem 35 metros de comprimento, corpo principal dividido em 3 naves. A talha dourada que reveste os altares é bastante singela.
Anteriormente existia, no local, uma capela que vinha do século XV. Tem uma só torre sineira." ("Saudades da Terra", Vol. VI Cap.) Em Setembro de 1597, foi saqueada e incendiada pelos corsários ingleses.
A Ermida de São Pedro, mencionada por Gaspar Frutuoso, era situada no lugar do mesmo nome, perto da Igreja Paroquial. Devido a incúria de quem devia mandar, foi deixada desaparecer. Era local de forte devoção popular e de romaria muito concorrida em dias de festa.
A Costa da Feteira foi vigiada por fortins.
Segundo frei Diogo das Chagas, em 1643, a freguesia do Espírito Santo da Feteira tinha 721 habitantes distribuídos por 171 fogos ("Espelho Cristalino", pág. 478).

## Tradições, Festas e Curiosidades
Além das festividades consagradas ao culto do Divino Espírito Santo, o orago da freguesia, destaca-se a festa de Nossa Senhora de Lourdes. Realiza-se anualmente no último fim-de-semana de Agosto, sendo a festa mais concorrida de toda a freguesia.
As dificuldades económicas e sociais sentidas na ilha, mas também a insatisfação política, estiveram na base de uma sublevação dos feiteirenses, em 1862. Tudo se resolveu a contento e não houve derramamento de sangue. O pagamento de novos impostos estiveram na origem de tamanha contestação.

## Economia
A Feteira é uma freguesia essencialmente rural. Documentos de 1886, dão à povoação uma produção anual de batata-doce na ordem dos 200 mil quilos. Mais tarde, a produção de laranjas e de limões tiveram também grande importância, chegando a ser exportados para o estrangeiro.
O milho e o trigo foram igualmente produzidos em grandes quantidades. A atividade piscatória também desempenhou um papel primordial na sua economia. Actualmente, vêm ganhando crescente importância a pecuária (criação de gado bovino e suíno) e a indústria de carnes.
Chegou a possuir uma cooperativa de lacticínios, o que demonstra inequivocamente a importância dessa actividade. Mais recentemente, a plantação de bananeiras já faz parte da mais recente tradição local.